# Anthurium kallunkiae
Anthurium kallunkiae är en kallaväxtart som beskrevs av Thomas Bernard Croat. Anthurium kallunkiae ingår i släktet Anthurium och familjen kallaväxter. Inga underarter finns listade.